# Erna Huneus
Erna Huneus, verheiratete Erna Löweneck, (* 7. April 1910 in Mönchengladbach; † 9. November 2006 in München) war eine deutsche Schwimmsportlerin.
1925 hielt sie den Weltrekord im 100-m-Brustschwimmen. 1926 wurde sie in der gleichen Disziplin deutsche Meisterin.
Erna Huneus war verheiratet mit dem Urologen und Chirurgen Professor Max Löweneck.

## Schwimmsportliche Leistungen
1925:
- Deutsche Schwimmmeisterschaften 1925: am 8./9. August in Bremen 2. Platz im 100-m–Brustschwimmen und mit der 3 × 100-m–Staffel im Brustschwimmen
- Weltrekord im 100-m–Brustschwimmen für Damen in 1,29 min.
- 1. Internat. Schwimmfest 13./14. Juni 1925 Düsseldorf, 2. Platz im 200-m–Brustschwimmen
- Ehrengabe und Medaille der Städte Düsseldorf und Mönchengladbach

1926:
- Deutsche Schwimmmeisterschaften 1926: am 31. Juli in Düsseldorf Siegerin im 100-m–Brustschwimmen und 2. Platz mit der 3 × 100-m–Bruststaffel